# Garysburg
Garysburg är en kommun (town) i Northampton County i North Carolina. Vid 2010 års folkräkning hade Garysburg 1 057 invånare.

## Kända personer från Garysburg
- Keion Crossen, utövare av amerikansk fotboll